# Гоумленд-Парк (Південна Кароліна)
Гоумленд-Парк (англ. Homeland Park) — переписна місцевість (CDP) в США, в окрузі Андерсон штату Південна Кароліна. Населення — 6445 осіб (2020).

## Географія
Гоумленд-Парк розташований за координатами 34°27′51″ пн. ш. 82°39′32″ зх. д. / 34.46417° пн. ш. 82.65889° зх. д. (34.464155, -82.658760).  За даними Бюро перепису населення США в 2010 році переписна місцевість мала площу 12,24 км², з яких 12,21 км² — суходіл та 0,03 км² — водойми.

## Демографія
Згідно з переписом 2010 року, у переписній місцевості мешкало 6296 осіб у 2574 домогосподарствах у складі 1658 родин. Густота населення становила 515 осіб/км².  Було 2967 помешкань (242/км²).
Расовий склад населення:
| - 62,5 % — білих - 31,8 % — чорних або афроамериканців - 0,3 % — азіатів - 0,2 % — корінних американців - 3,0 % — осіб інших рас |

До двох чи більше рас належало 2,3 %. Частка іспаномовних становила 5,6 % від усіх жителів.
За віковим діапазоном населення розподілялося таким чином: 25,8 % — особи молодші 18 років, 59,3 % — особи у віці 18—64 років, 14,9 % — особи у віці 65 років та старші. Медіана віку мешканця становила 36,1 року. На 100 осіб жіночої статі у переписній місцевості припадало 91,4 чоловіків;  на 100 жінок у віці від 18 років та старших — 87,2 чоловіків також старших 18 років.
Середній дохід на одне домашнє господарство  становив 34 063 долари США (медіана — 26 291), а середній дохід на одну сім'ю — 40 990 доларів (медіана — 37 333). Медіана доходів становила 35 025 доларів для чоловіків та 26 076 доларів для жінок. За межею бідності перебувало 23,6 % осіб, у тому числі 28,5 % дітей у віці до 18 років та 10,4 % осіб у віці 65 років та старших.
Цивільне працевлаштоване населення становило 2408 осіб. Основні галузі зайнятості: виробництво — 32,4 %, освіта, охорона здоров'я та соціальна допомога — 17,8 %, мистецтво, розваги та відпочинок — 10,5 %, роздрібна торгівля — 9,8 %.